# جاي هيوز
جاي هيوز (بالإنجليزية: Jay Hughes)‏ هو لاعب كرة قاعدة أمريكي، ولد في 22 يناير 1874 في ساكرامنتو في الولايات المتحدة، وتوفي بنفس المكان في 2 يوليو 1924.

## وصلات خارجية
- جاي هيوز على موقعبيزبول رفرنس.كوم (الدوري الرئيسي) (الإنجليزية)
- جاي هيوز على موقع جمعية أبحاث البيسبول الأمريكية (الإنجليزية)